# Bodzęcin
Bodzęcin est une localité polonaise de la gmina rurale d'Osina, située dans le powiat de Goleniów en voïvodie de Poméranie-Occidentale. Elle se situe à environ 15 km au nord-est de la ville de Goleniów et 36 km au nord-est de la capitale régionale Szczecin. 

## Géographie

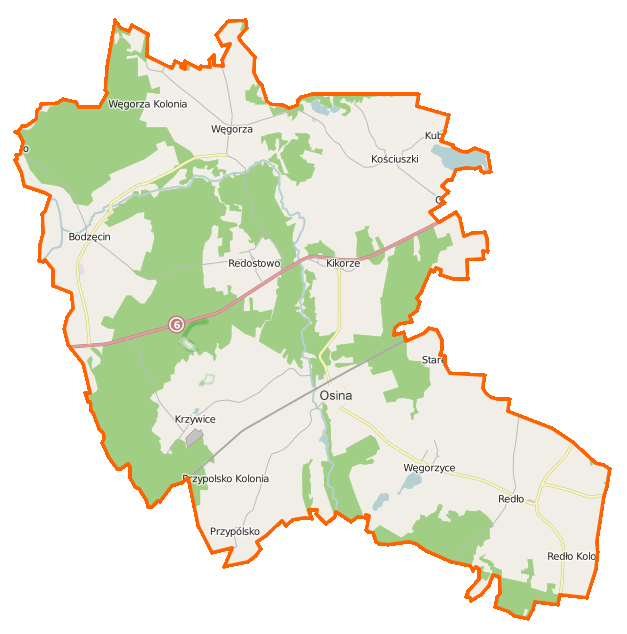
Carte de la gmina d'Osina.

## Histoire
De 1818 à 1945, Basenthin fait partie de l'arrondissement de Cammin-en-Poméranie (de) dans le district de Stettin au sein de la province de Poméranie.